# Jan Rotwand
Jan Rotwand (ur. 28 lutego 1888 w Warszawie, zm. 16 czerwca 1915 pod Arras) – podporucznik piechoty Legionu Bajończyków, kawaler Orderu Virtuti Militari.

## Życiorys
Urodził się 28 lutego 1888 w Warszawie w rodzinie Leona i Leontyny z Konów. Jako uczeń szkoły handlowej w Warszawie brał udział w strajku szkolnym. Po 1905 wyjechał do Paryża, gdzie zdał maturę. Studiował na École nationale supérieure des beaux-arts de Paris. W sierpniu 1914 zaciągnął się do organizowanych oddziałów polskich. Został wcielony do 2 kompanii („Bajończyków”) 1 pułku Legii Cudzoziemskiej. 22 października 1914, po przeszkoleniu wraz z pułkiem został wysłany na front niemiecki. 9 maja 1915 został mianowany podporucznikiem i objął dowództwo plutonu. Zmarł 16 czerwca 1915 w wyniku zatrucia gazami bojowymi.
Był kawalerem.
W 1923 prochy zostały sprowadzone do Polski. Został powtórnie pochowany na cmentarzu Powązkowskim w Warszawie (kwatera 193, rząd 5 grób 1). Autorem rzeźby na grobie jest Xawery Dunikowski.

## Ordery i odznaczenia
- Krzyż Srebrny Orderu Wojskowego Virtuti Militari nr 5715[4] – pośmiertnie, 27 września 1922[5]
- Krzyż Niepodległości[6]
- Krzyż Walecznych[4]